# Marian Gobius

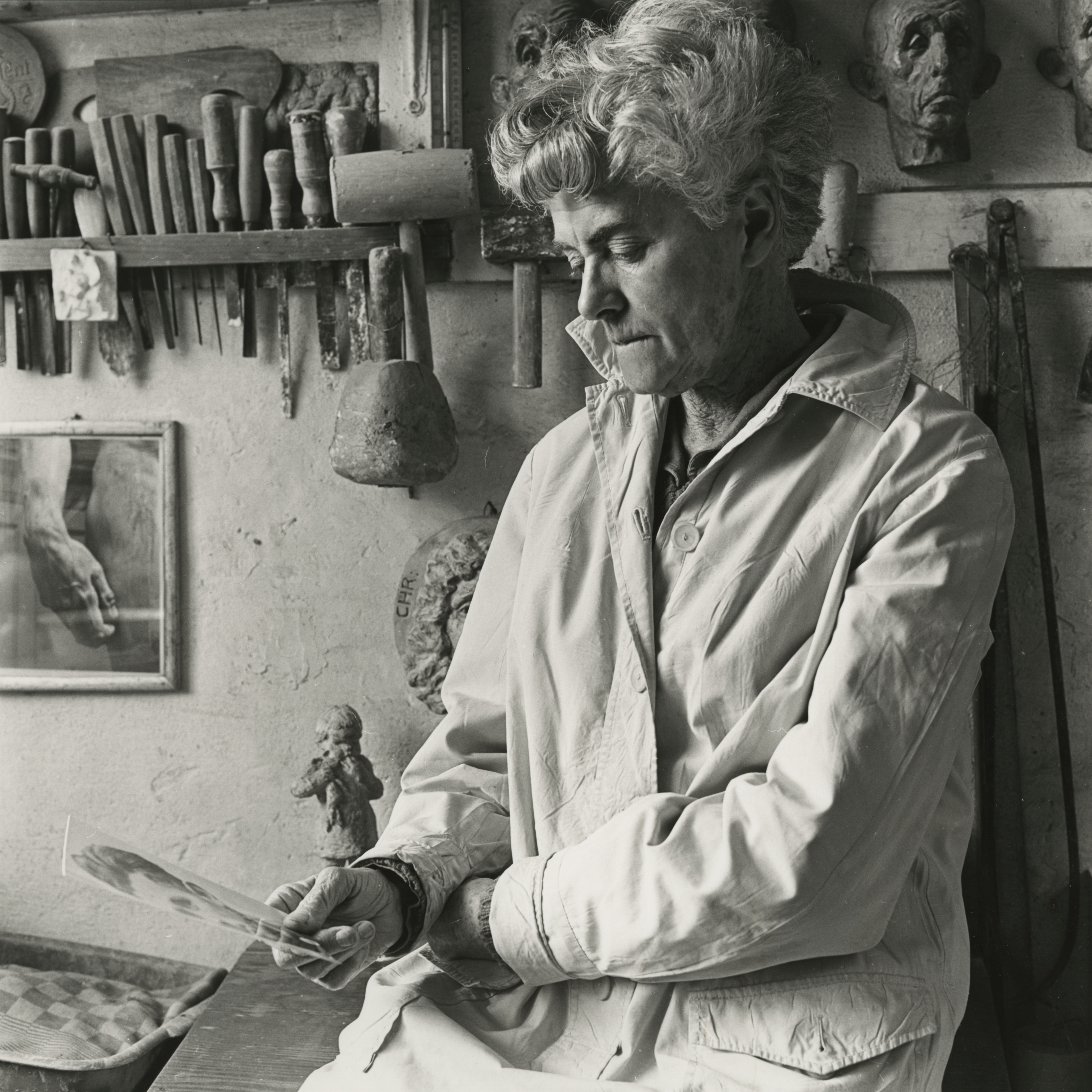
Marian Gobius, 1979

Marian Catharine Gobius (* 2. März 1910 in Haarlem; † 12. Dezember 1994 in Voorburg) war eine niederländische Bildhauerin.

## Leben und Werk
Marian Gobius studierte an der Koninklijke Academie van Beeldende Kunsten in Den Haag bei Toon Dupuis, Freek Otten und ein Jahr an der Rijksakademie van beeldende kunsten in Amsterdam bei Jan Bronner. In den Jahren 1930, 1931, 1932 und 1933 wurde sie mit der „Koninklijke Subsidie voor Vrije Schilderkunst“ finanziell gefördert. Von 1934 bis 1938 hielt sie sich in Paris auf und studierte um 1936 an der École nationale supérieure des beaux-arts de Paris bei François Sicard. Zudem war sie Schülerin von Ernst Georg Rüegg und Ida Schaer-Krause in Zürich.
Marian Gobius hat in Zürich, Paris, in Woking in Großbritannien, in North Dakota und den Niederlanden in Haarlem und Den Haag und ab 1938 in Voorburg gelebt und gearbeitet. Sie beteiligte sich an Ausstellungen und erhielt zahlreiche Aufträge für Werke im öffentlichen Raum. Zu ihren Schülern gehörten Tonny Schellekens-Herman, Frederick Linck, Yvon Grevers, der sie Privatunterricht gab und im Jahr 1931 Daphne Hardy-Henrion.
Marian Gobius verwendete für ihre Skulpturen Gips, Terrakotta, Stein, Holz, Ton und Bronze, fertigte aber auch Zeichnungen und Federzeichnungen und entwarf Münzen und Plaketten. Sie schuf etwa 130 Skulpturen im figurativen Stil, hauptsächlich Kinder, und gestaltete zahlreiche Gartenskulpturen und Kriegsdenkmale. Sie war Mitglied mehrerer Künstlervereinigungen, von 1941 oder 1946 bis 1992 im Haagse Kunstkring, ab 1962 im „Nederlandse Kring van Beeldhouwers“, 1963 im „Caroluskring“, ab 1988 in der „Kunstenaars-Vereniging Brak“ in Voorburg, ab 1991 im „Culturele Raad Zuid-Holland“ in Den Haag sowie in der „Stichting Beeldrecht“ und „Stichting Vrouwen in de Beeldende Kunst“.

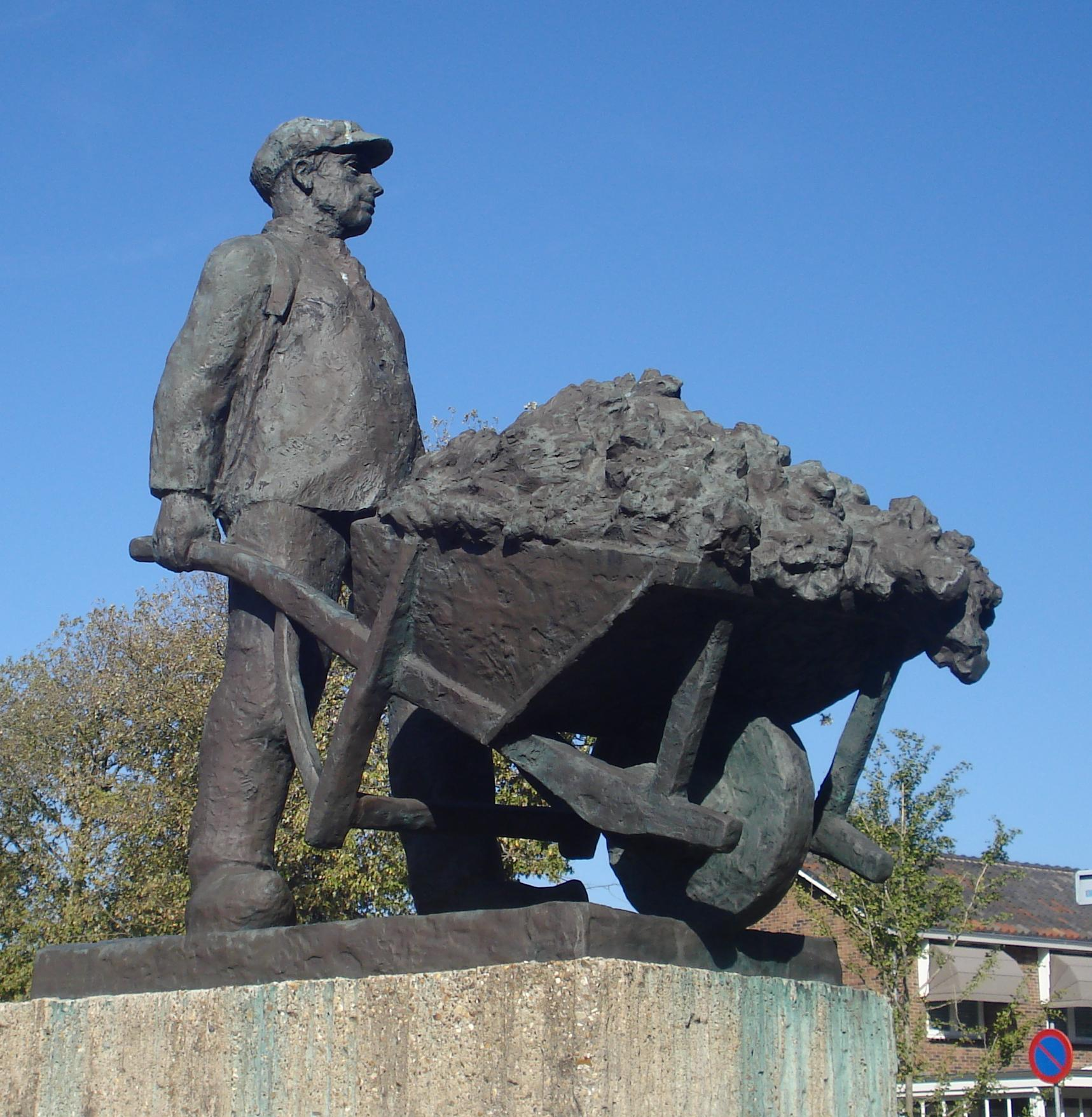
De Pionier
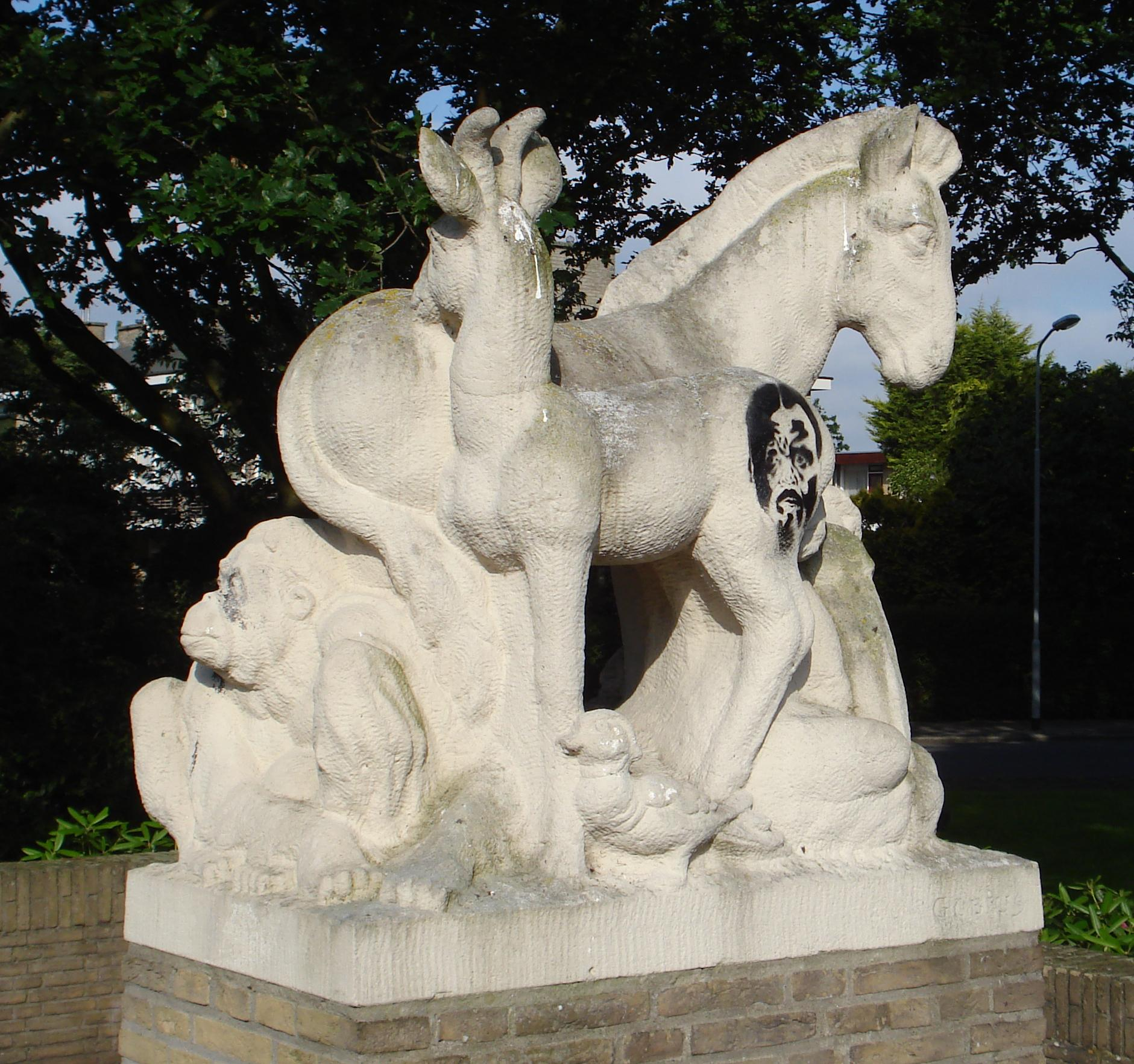
Diergroep
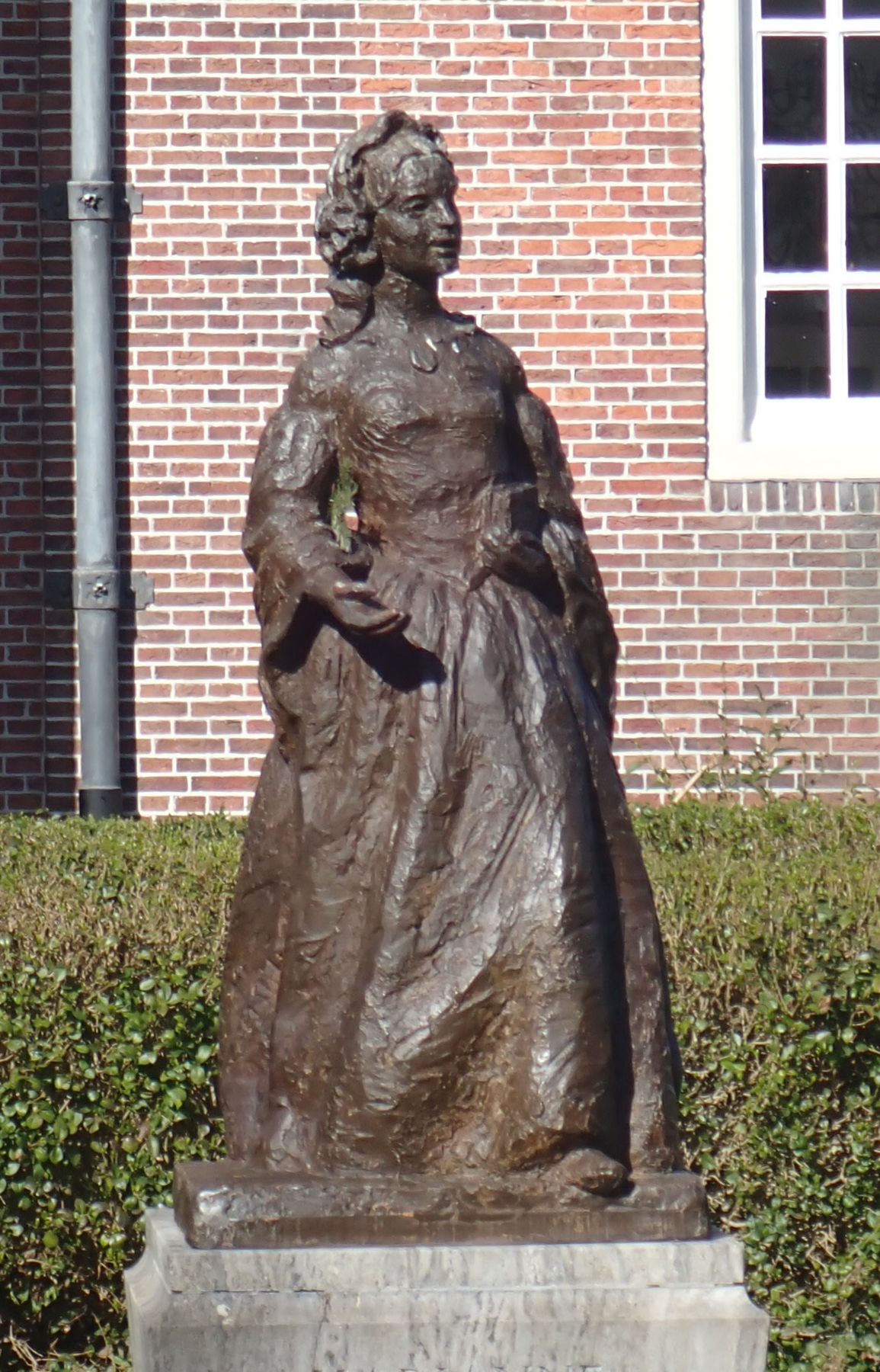
Prinses Marianne
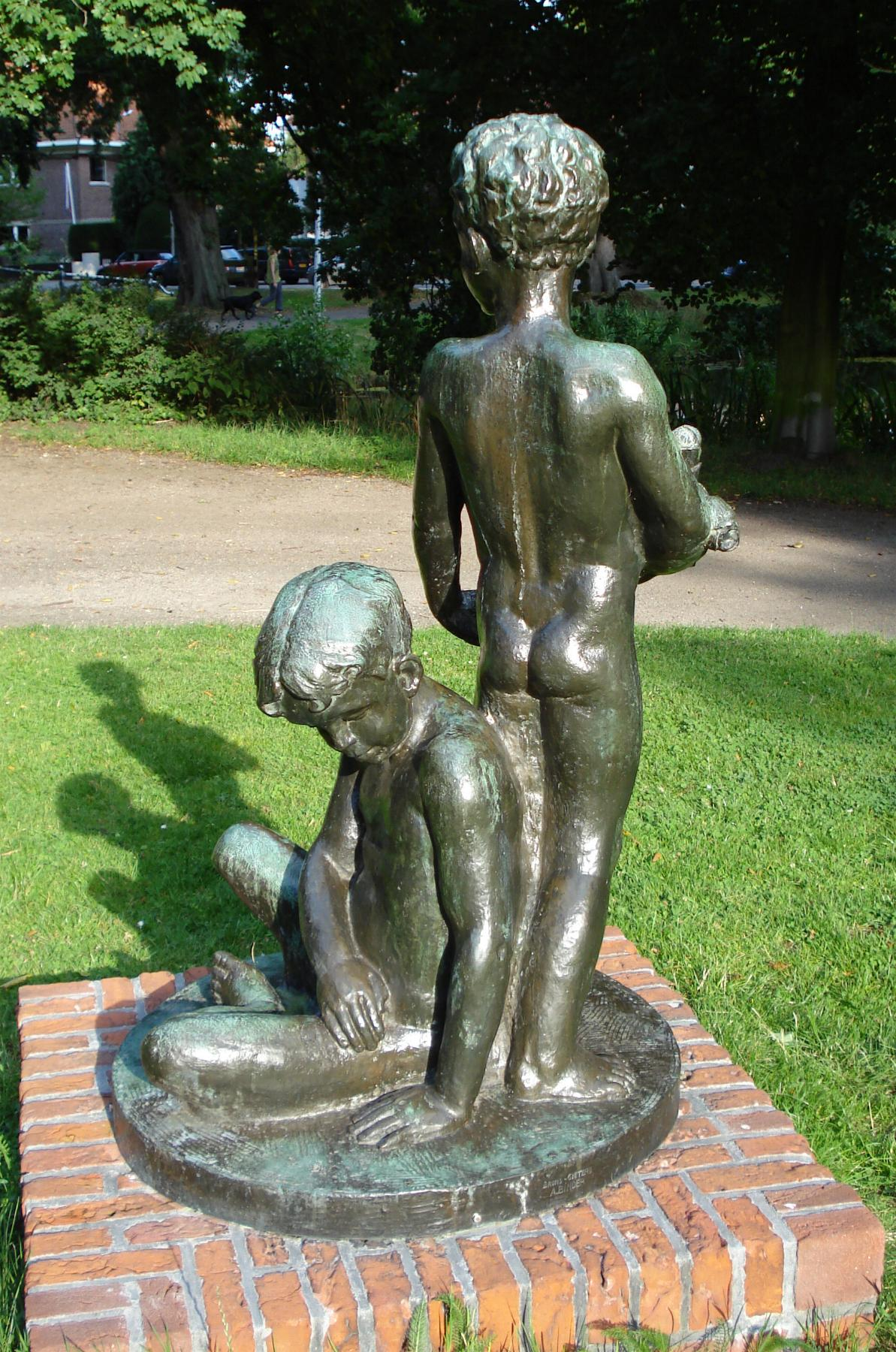
Dynamisch-Contemplatief
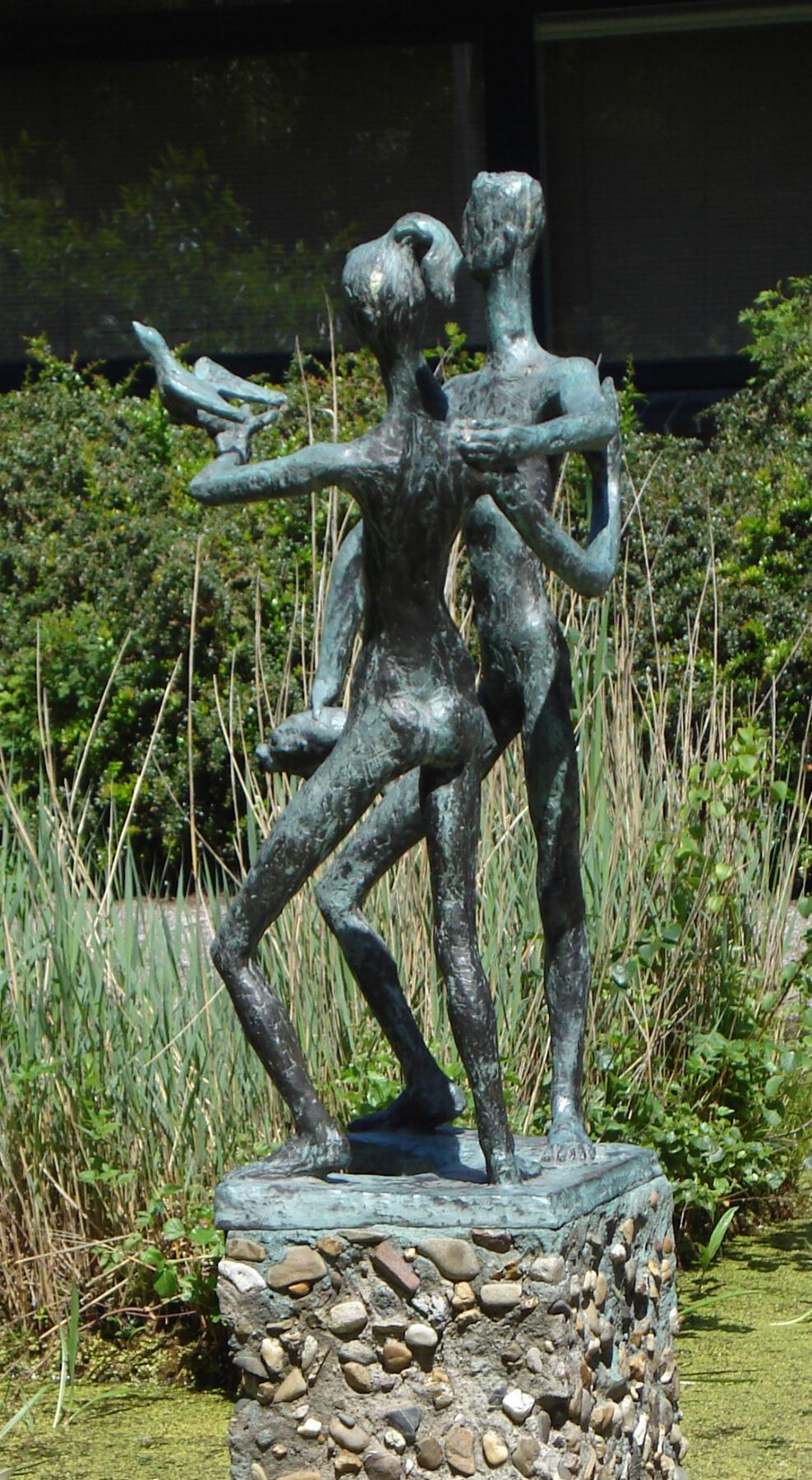
Meisje met vogel en jongen met vis
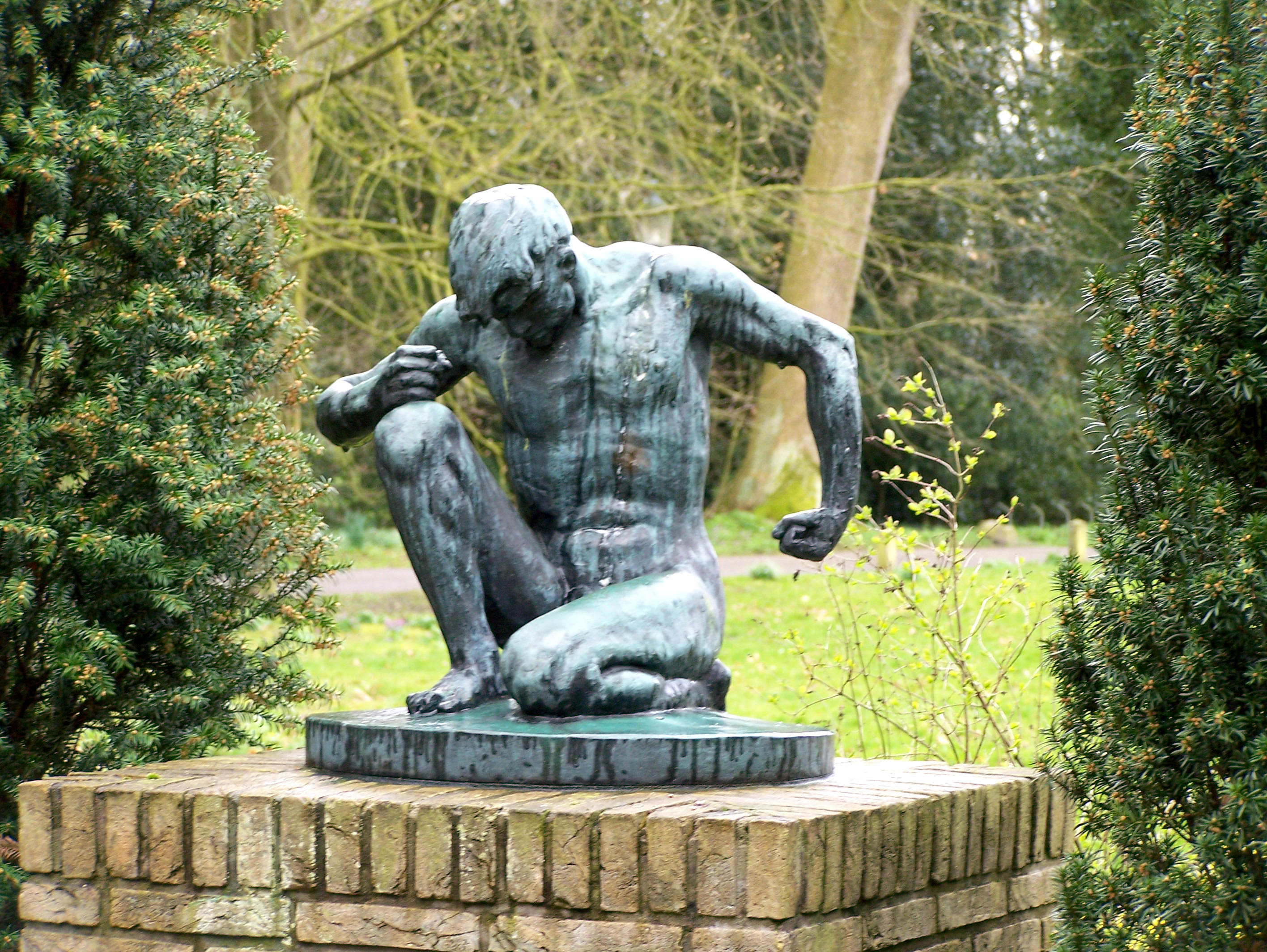
Mahnmal in Maarssen

## Werke im öffentlichen Raum (Auswahl)
- Kind met vogeldrinkbak. Papaverhof, Den Haag, 1940
- Flora. Zuiderpark, Den Haag, 1945
- Monument voor Rijkswaterstaatsambtenaren. Friedhof, Terneuze, Bellamystraat, 1948
- Mahnmal zum Gedenken an den niederländischen Widerstand im 2. Weltkrieg. Park Goudestein, Maarssen, 1948
- Garten-Skulptur. Huize Marlot, 1948
- Dynamisch-Contemplatief. Park Marlot, Den Haag, 1948
- Denkmal Frederik A.van Vliet. Hoornkade, 1949
- Stijkel-Monument. Friedhof Westduin, Ockenburgstraat, Loosduinen, 1953
- Stoeiende jongens. Raadhuisplein, Rozenburg, 1967
- De Pionier. Abdijlaan/Graaf Florislaan, Katwijk
- Prinses Marianne. Herenstraat, Voorburg
- Diergroep. Rembrandtlaan/Veldzichtkade, Voorburg
- Meisje met vogel en jongen met vis. Loolaan, Voorburg[1][7]

## Ausstellungen (Auswahl)
- 1935: Schilderstukken, tekeningen en architectuur, Voorburgsche Kunstkring
- 1936: Beeldhouwwerk en teekeningen, Koninklijke Kunstzaal Kleykamp, Den Haag
- 1941: Haagsche Kunstkring, Kunstmuseum Den Haag
- 1941: Bloemen en beelden, Zuiderpark, Den Haag
- 1941: Jubileumtentoonstelling Haagsche Kunstkring, Stedelijk Museum Amsterdam
- 1949: Haagse Kunstenaars, Kunstmuseum Den Haag
- 1962: Kleinplastiek Madurodam, Madurodam, Den Haag[3]